# João Pedro Mendes Silva
João Pedro Mendes Silva, hay João Pedro (sinh ngày 27 tháng 7 năm 1989) là một cầu thủ bóng đá người Bồ Đào Nha thi đấu cho Vizela.

## Sự nghiệp câu lạc bộ
Anh ra mắt chuyên nghiệp tại Giải bóng đá hạng nhất quốc gia Bồ Đào Nha cho Vizela ngày 10 tháng 9 năm 2016 trong trận đấu trước Braga B.